# Color of Your Life
Color of Your Life (с англ. — «Цвет твоей жизни») — это песня польского певца Михала Шпака из его дебютного альбома Byle Być Sobą. Песня была выбрана польской государственной телекомпанией TVP для представления Польши на Евровидение-2016, которая прошла в финал и заняла 8 строчку.
Официальный музыкальный клип был выпущен 21 декабря 2015, а для скачивания песня стала доступна 11 марта 2016 через Sony Music.

## На Евровидении
Михал выступил во втором полуфинале под номером 2, перед Швейцарией и после Латвии. Получив в сумме 151 балл и заняв, тем самым, 6 место вышел в финал конкурса. В финале выступил под номером 12. По итогам голосования профессионального жюри смог получить всего 7 баллов, однако зрители были более благосклонны к исполнителю и отдали ему 222 балла (в том числе и 12 баллов от Австрии и Бельгии). В итоге, Михал занял 8 место.